# Quella sera
Quella sera è un singolo del cantautore italiano Samuel, pubblicato il 1º ottobre 2021 come quarto estratto dal secondo album in studio Brigata bianca.

## Video musicale
Il video, diretto da Kinonauts e Joe Sartorius e girato nella laguna di Venezia, è stato pubblicato il 7 ottobre 2021 attraverso il canale YouTube del cantante.